# プタリン・ジャヤ・スタジアム
プタリン・ジャヤ・スタジアム(マレー語: Stadium Petaling Jaya)は、マレーシアのプタリン・ジャヤにある多目的スタジアムである。

## 概要
1996年に建設された。収容人数は25,000人。以前はスタジアムの保有権を持つプタリン・ジャヤ市議会 (マレー語: Majlis Perbandaran Petaling Jayaもしくはマレー語: Majlis Bandaraya Petaling Jaya)の名称をつけてMPPJスタジアムもしくはMBPJスタジアムと呼ばれていた。
主にサッカーの試合に用いられる。マレーシアサッカーリーグに所属するPKNS FCとMPPJセランゴールFCがホームスタジアムとして使用している。
2008年には、AFC U-16女子選手権2009予選会場として使用された。

## 交通アクセス
ラピドKLクラナ・ジャヤ線のクラナ・ジャヤ駅もしくはマレー鉄道のスバン・ジャヤ駅から徒歩で約10分。